# AHL 1974/75
Die Saison 1974/75 war die 39. reguläre Saison der American Hockey League (AHL). Während der regulären Saison sollten die zehn Teams der Liga jeweils 76 Spiele bestreiten, jedoch zogen die Baltimore Clippers aus finanziellen Gründen ihre Mannschaft vorzeitig vom Spielbetrieb zurück, sodass der Spielplan geändert werden musste. Die acht besten Mannschaften der AHL spielten anschließend in einer Play-off-Runde um den Calder Cup.

## Teamänderungen
Folgende Änderungen wurden vor Beginn der Saison vorgenommen:
- Die Boston Braves stellten den Spielbetrieb ein
- Die Jacksonville Barons stellten den Spielbetrieb ein
- Die Cincinnati Swords stellten den Spielbetrieb ein
- Die Syracuse Eagles wurden als Expansionsteam in die Liga aufgenommen
- Die Springfield Kings änderten ihren Namen wieder in Springfield Indians

## Reguläre Saison

### Abschlusstabellen
Abkürzungen: GP = Spiele, W = Siege, L = Niederlagen, T = Unentschieden, OTL = Niederlage nach Overtime, GF = Erzielte Tore, GA = Gegentore, Pts = Punkte

Erläuterungen: In Klammern befindet sich die Platzierung innerhalb der Conference;       = Playoff-Qualifikation,       = Division-Sieger,       = Conference-Sieger

#### Reguläre Saison
| North Division        | GP | W  | L  | T  | GF  | GA  | Pts |
| --------------------- | -- | -- | -- | -- | --- | --- | --- |
| Providence Reds       | 76 | 43 | 21 | 12 | 317 | 263 | 98  |
| Rochester Americans   | 76 | 42 | 25 | 9  | 317 | 243 | 93  |
| Nova Scotia Voyageurs | 75 | 40 | 26 | 9  | 270 | 227 | 89  |
| Springfield Indians   | 75 | 33 | 30 | 12 | 299 | 256 | 78  |
| New Haven Nighthawks  | 76 | 30 | 35 | 11 | 282 | 302 | 71  |

| South Division     | GP | W  | L  | T  | GF  | GA  | Pts |
| ------------------ | -- | -- | -- | -- | --- | --- | --- |
| Virginia Wings     | 75 | 31 | 31 | 13 | 254 | 250 | 75  |
| Richmond Robins    | 75 | 29 | 39 | 7  | 261 | 293 | 65  |
| Hershey Bears      | 75 | 27 | 38 | 10 | 259 | 303 | 64  |
| Syracuse Eagles    | 75 | 21 | 43 | 11 | 254 | 332 | 53  |
| Baltimore Clippers | 46 | 14 | 22 | 10 | 136 | 180 | 38  |

### Beste Scorer
Abkürzungen: GP = Spiele, G = Tore, A = Assists, Pts = Punkte, +/- = Plus/Minus, PIM = Strafminuten; Fett: Saisonbestwert
| Spieler          | Team                  | GP | G  | A  | Pts | PIM |
| ---------------- | --------------------- | -- | -- | -- | --- | --- |
| Doug Gibson      | Rochester Americans   | 75 | 44 | 72 | 116 | 31  |
| Peter Sullivan   | Nova Scotia Voyageurs | 75 | 44 | 60 | 104 | 48  |
| Tom Cassidy      | Springfield Indians   | 72 | 32 | 59 | 91  | 201 |
| Pierre Laganiere | Providence Reds       | 75 | 25 | 61 | 86  | 44  |
| Barry Merrell    | Rochester Americans   | 74 | 44 | 41 | 85  | 32  |
| Jerry Holland    | Providence Reds       | 67 | 44 | 35 | 79  | 44  |
| René Drolet      | Virginia Wings        | 72 | 26 | 52 | 78  | 36  |
| Dave Hynes       | Rochester Americans   | 63 | 37 | 30 | 67  | 20  |
| Tom Colley       | New Haven Nighthawks  | 76 | 29 | 47 | 76  | 51  |

## Calder-Cup-Playoffs

### Modus
Für die Play-offs qualifizierten sich die acht besten Mannschaften der American Hockey League. In den ersten zwei Play-off-Runden wurden die Sieger der jeweiligen Divisions ausgespielt, wobei zunächst der Zweite gegen den Dritten spielte und anschließend der Sieger aus diesem Duell in Runde zwei gegen den Erstplatzierten der regulären Saison. In Runde drei trafen die beiden Division-Sieger im Finale aufeinander. Die ersten beiden Play-off-Runden sowie das Finale wurden im Modus Best-of-Seven ausgespielt.

### Play-off-Übersicht
| Division Halbfinale | Division Halbfinale   | Division Halbfinale  |    |                      | Division Finale | Division Finale | Division Finale |  |  | Calder-Cup-Finale | Calder-Cup-Finale | Calder-Cup-Finale |
|                     |                       |                      |    |                      |                 |                 |                 |  |  |                   |                   |                   |
| N1                  | Providence Reds       | 2                    |    |                      |                 |                 |                 |  |  |                   |                   |                   |
| N4                  | Springfield Indians   | 4                    |    |                      |                 |                 |                 |  |  |                   |                   |                   |
| N4                  | Springfield Indians   | 4                    | N4 | Springfield Indians  | 4               |                 |                 |  |  |                   |                   |                   |
| North Division      |                       |                      | N4 | Springfield Indians  | 4               |                 |                 |  |  |                   |                   |                   |
|                     | N2                    | Rochester Americans  | 2  |                      |                 |                 |                 |  |  |                   |                   |                   |
| N2                  | N2                    | Rochester Americans  | 2  | Rochester Americans  | 4               |                 |                 |  |  |                   |                   |                   |
| N2                  |                       |                      |    | Rochester Americans  | 4               |                 |                 |  |  |                   |                   |                   |
| N3                  | Nova Scotia Voyageurs | 2                    |    |                      |                 |                 |                 |  |  |                   |                   |                   |
| N3                  | Nova Scotia Voyageurs | 2                    | N4 | Springfield Indians  | 4               |                 |                 |  |  |                   |                   |                   |
|                     |                       |                      |    | Springfield Indians  | 4               |                 |                 |  |  |                   |                   |                   |
|                     | N5                    | New Haven Nighthawks | 1  |                      |                 |                 |                 |  |  |                   |                   |                   |
| S1                  | N5                    | New Haven Nighthawks | 1  | Virginia Wings       | 1               |                 |                 |  |  |                   |                   |                   |
| S1                  |                       |                      |    | Virginia Wings       | 1               |                 |                 |  |  |                   |                   |                   |
| N5                  | New Haven Nighthawks  | 4                    |    |                      |                 |                 |                 |  |  |                   |                   |                   |
| N5                  | New Haven Nighthawks  | 4                    | N5 | New Haven Nighthawks | 4               |                 |                 |  |  |                   |                   |                   |
| South Division      |                       |                      | N5 | New Haven Nighthawks | 4               |                 |                 |  |  |                   |                   |                   |
|                     | S3                    | Hershey Bears        | 1  |                      |                 |                 |                 |  |  |                   |                   |                   |
| S2                  | S3                    | Hershey Bears        | 1  | Richmond Robins      | 3               |                 |                 |  |  |                   |                   |                   |
| S2                  |                       |                      |    | Richmond Robins      | 3               |                 |                 |  |  |                   |                   |                   |
| S3                  | Hershey Bears         | 4                    |    |                      |                 |                 |                 |  |  |                   |                   |                   |

### Calder-Cup-Sieger
| Calder-Cup-Sieger Springfield Indians | Torhüter: Rick Charron, Steve Rexe Verteidiger: Murray Flegel, Tim Jacobs, Roger Lemelin, Ken Murray, Paul Shakes, Jim Witherspoon Angreifer: Dennis Abgrall, Tom Cassidy, Pete Harasym, Mark Heaslip, Phil Hoene, Dale Lewis, Ernie Moser, Jim Nichols, Jimmy Peters, Bob Poffenroth, Lorne Stamler, Mike Usitalo Cheftrainer: Ron Stewart General Manager: Ted Shore |

## Vergebene Trophäen

### Mannschaftstrophäen
| Auszeichnung                                                             | Team                |
| ------------------------------------------------------------------------ | ------------------- |
| Calder Cup Gewinner der AHL-Playoffs                                     | Springfield Indians |
| F. G. „Teddy“ Oke Trophy Bestes Team der North Division, Reguläre Saison | Providence Reds     |
| John D. Chick Trophy Bestes Team der South Division, Reguläre Saison     | Virginia Wings      |

### Individuelle Trophäen
| Auszeichnung                                                                  | Spieler       | Team                  |
| ----------------------------------------------------------------------------- | ------------- | --------------------- |
| Les Cunningham Award MVP der regulären Saison                                 | Doug Gibson   | Rochester Americans   |
| John B. Sollenberger Trophy Bester Scorer                                     | Doug Gibson   | Rochester Americans   |
| Dudley „Red“ Garrett Memorial Award Bester Rookie                             | Jerry Holland | Providence Reds       |
| Eddie Shore Award Bester Verteidiger                                          | Joe Zanussi   | Providence Reds       |
| Harry „Hap“ Holmes Memorial Award Torhüter mit dem geringsten Gegentorschnitt | Dave Elenbaas | Nova Scotia Voyageurs |
| Harry „Hap“ Holmes Memorial Award Torhüter mit dem geringsten Gegentorschnitt | Ed Walsh      | Nova Scotia Voyageurs |
| Louis A. R. Pieri Memorial Award Bester Trainer                               | John Muckler  | Providence Reds       |